# Li Maojian
Li Maojian (ur. 22 czerwca 1989) – chiński judoka.
Uczestnik mistrzostw świata w 2010. Startował w Pucharze Świata w 2010 i 2011. Srebrny medalista igrzysk Wschodniej Azji w 2013 roku.